# 草木も人も
草木も人も（くさきもひとも、Nun ruhen alle Wälder）は、パウル・ゲルハルト、ハインリヒ・イザークのコラール。
ヨハン・ゼバスティアン・バッハの4声コラール集に収録されている。BWV392。

## 収録
『讃美歌』41番「草木も人も」、日本福音連盟『聖歌』101番と聖歌の友社『聖歌 (総合版)』45番「すべてのものの」。

## 聖書箇所
聖句は詩編63:5-6「われ床にありて汝をおもひいで夜の更るままになんぢを深くおもはん時 わがたましひは髓と脂とにて饗さるるごとく飽ことをえ わが口はよろこびの口唇をもてなんぢを讃たたへん」（文語訳聖書）

## 歌詞
1.

Nun ruhen alle Wälder,

Vieh, Menschen, Städt' und Felder,

Es schläft die ganze Welt;

Ihr aber, meine Sinnen,

Auf, auf, ihr sollt beginnen,

Was eurem Schöpfer wohlgefällt!

## 編曲
賛美歌『草木も人も』の旋律に和声付けをして作品に利用した例として最も有名なのは、J.S.バッハによる『マタイ受難曲』と『ヨハネ受難曲』である。前述のようにバッハはその他にも4声コラール集として和声付けを行っている。
それ以外の作曲家が別に和声付けをした作品としては、メンデルスゾーンの未完のオラトリオ『キリスト』の第2部最後のコラールがあげられる。また、エリック・サティが1906年に和声付けしたピアノ編曲作品が存在する。